# Altes Landgut (metropolitana di Vienna)
Altes Landgut è una stazione della linea U1 della metropolitana di Vienna, inaugurata il 2 settembre 2017. La stazione si trova nel 10º distretto di Vienna.

## Storia
La stazione è stata realizzata nel contesto della quarta estensione della metropolitana di Vienna, come parte del prolungamento verso sud della linea U1 dalla precedente stazione di capolinea Reumannplatz.
La stazione si trova sotto la piazza Altes Landgut, a circa 1,6 km a sud di Reumannplatz, che prende il nome da una vecchia locanda che si trovava in questa zona e che fu demolita all'inizio del XX secolo. La stazione si trova sulla sommità del colle di Laaerberg ed è quella situata alla maggiore altezza sul livello del mare, nonché la stazione di metropolitana a maggior profondità di tutta la rete (30m sotto la superficie) dato che è stata realizzata sotto al tunnel stradale del Laaerberg della tangenziale Sud di Vienna.

## Descrizione
I binari sono disposti su due gallerie separate, con accesso a banchina laterale unica.
Le pareti del sistema di scale mobili sono decorate con un grande murale dal titolo Face Surveillance Snails, opera dell'artista svizzero Yves Netzhammer, che raffigura 63 ritratti stilizzati alludendo ironicamente anche all'onnipresente sorveglianza basata sul riconoscimento facciale.  L'opera è stata realizzata utilizzando una vernice speciale ad interferenza, che rende i colori cangianti a seconda dell'angolo di visione, realizzando così un effetto di animazione durante il tragitto sulle scale mobili.
Nel 2020 la stazione è stata dotata di un sistema Brake Energy per generare elettricità sfruttando la frenata dei treni ed utilizzato sia per la rete di alimentazione della metropolitana che per le infrastrutture della stazione (scale mobili, illuminazione eccetera). Si tratta del secondo impianto di questo tipo nella rete metropolitana di Vienna.

## Dintorni
Nei pressi della stazione si trovano l'FH Campus Wien, lo stadio del Fußballklub Austria Wien, la "Generali Arena" e lo stabilimento balneare estivo Laaerbergbad.
Ad aprile 2014 l'amministrazione comunale di Vienna ha annunciato il progetto per la realizzazione di un nuovo quartiere moderno attorno all'area della stazione in cooperazione con Asfinag. Alla fine del 2015, Asfinag ha annunciato il posticipo del progetto per motivi finanziari.

## Ingressi
- Verteilerkreis
- Favoritenstraße